# عضلة هدبية

تشريح كرة العين، وتظهر العضلة الهدبية في رقم 3

العضلة الهدبية  تتوضع خلف القزحية وتحوي أليافًا عضلية، بعضها دائري وبعضها شعاعي التوضع؛ وترتبط بالجسم البلوري بوساطة أربطة معلقة، وبحسب تقلص واسترخاء العضلة الهدبية، فإن الجسم البلوري يغير من تحدب الوجه الأمامي له ولهذا أهمية كبيرة في عملية المطابقة، فعندما يصبح الجسم على مسافة أقل من 6 أمتار تتقلص الألياف العضلية في العضلة الهدبية بآلية انعكاسية، فتسحب المشيمية باتجاه الجسم البلوري، مما يسبب استرخاء المحفظة المرنة المحيطة بالجسم بالبلوري، وبسبب مرونة الجسم البلوري فإنه يسترخي فيزداد تحدب وجهه الأمامي، وتزداد نتيجة قوته الكاسرة ويصغر البعد المحرقي، مما يؤدي إلى بقاء الخيال على الشبكية وتبقى الرؤية واضحة للجسم المنظور.